# Austin Reaves
Austin Tyler Reaves (ur. 29 maja 1998 w Newark) – amerykański koszykarz, występujący na pozycji rzucającego obrońcy, obecnie zawodnik Los Angeles Lakers.

## Osiągnięcia
Stan na 13 września 2023, na podstawie, o ile nie zaznaczono inaczej.

### NCAA
- Uczestnik rozgrywek:
  - II rundy turnieju NCAA (2017, 2021)
  - turnieju NCAA (2017, 2018)
- Mistrz:
  - turnieju konferencji American (2017)
  - sezonu regularnego konferencji American (2017)
- Zaliczony do:
  - I składu:
    - Big 12 (2021)
    - najlepszych nowo przybyłych zawodników Big 12 (2020)

  - składu honorable mention:
    - All-American (2021 przez Associated Press)
    - Big 12 (2020)
- Lider Big 12 w liczbie rzutów wolnych (147 – 2021)
- Zawodnik tygodnia konferencji Big 12 (9.03.2020, 15.02.2021)

### Reprezentacja
- Uczestnik mistrzostw świata (2023 – 4. miejsce)[5]